# Arnold van Westerhout

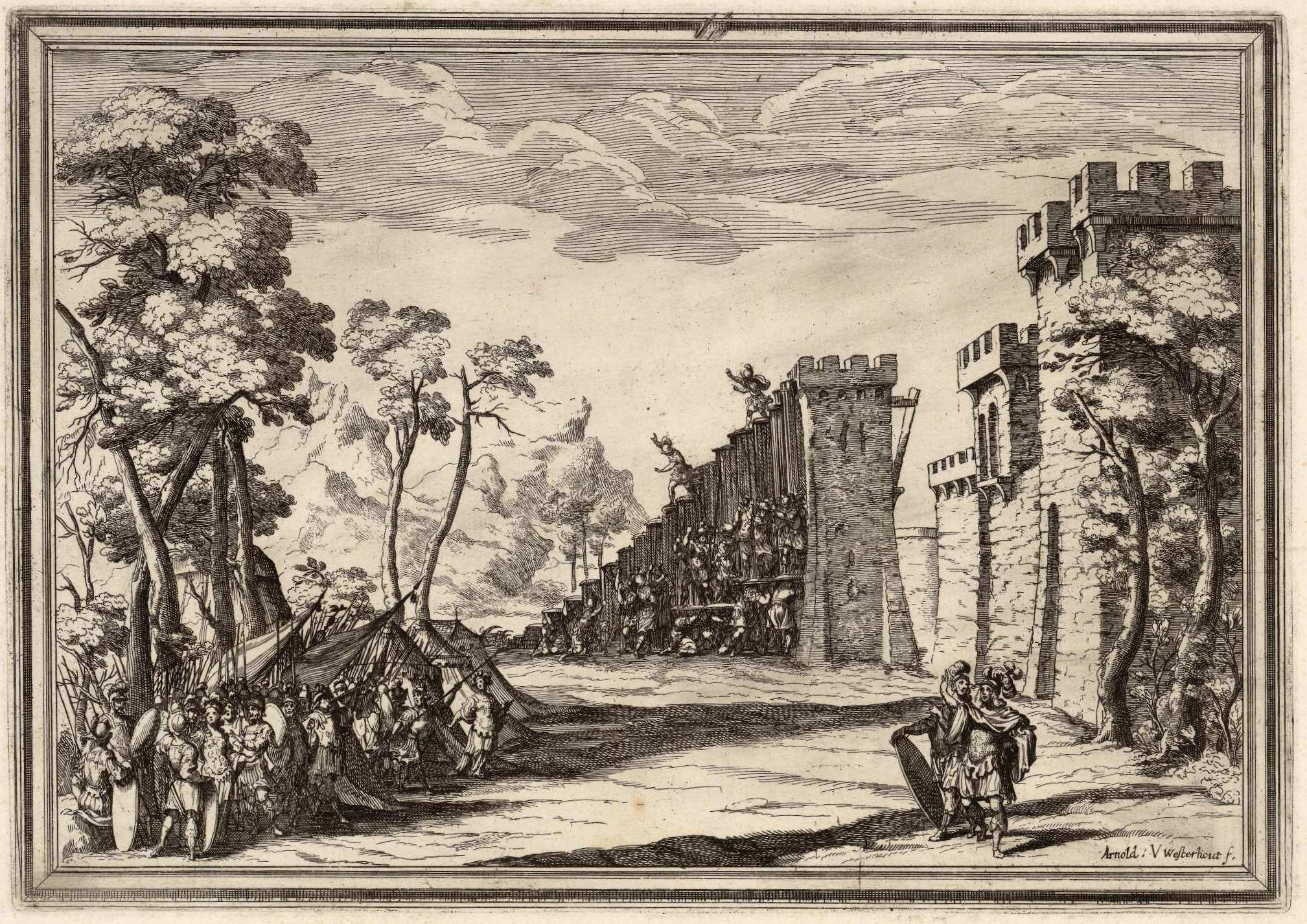
Ilustración de Il Greco in Troia: Festa Teatrale Rappresentata in Firenze Per le Noze De'Serenissimi Sposi Ferdinando Terzo... e Violante Beatrice Principessa di Baviera, Florencia, 1688. Grabado a buril firmado «Arnold V. Wessterhout fec.» Biblioteca Nacional de España.

Arnold van Westerhout (Amberes, 1651-Roma, 1725) fue un grabador, dibujante y editor flamenco activo en Italia.
Formado como grabador en 1665-1666 con Alexander Goutiers, se registró como pintor en la guilda de San Lucas de Amberes en 1673-1674, aunque de su pintura tan solo se conserva alguna noticia. Está documentada su estancia en Venecia en 1679 en compañía de otro grabador de Amberes, Pierre van Sikkeleer, trabajando ambos para el editor Giovanni Palazzi. Dos años después se estableció en Roma, en el taller de Cornelis Bloemaert (1603-1692), que lo designó su albacea testamentario. Convertido en el más importante grabador de Roma, fijó definitivamente su residencia en ella, con solo una breve interrupción de 1691 a 1692, tiempo que pasará en Florencia al servicio de Fernando de Médici. Desde 1716 se tituló también grabador del duque de Parma.
Autor de una producción muy abundante y variada –se han catalogado 682 grabados a su nombre– pueden ser recordados los grabados de reproducción de obras de Carlo Maratta o los dedicados a los actos festivos con motivo de las bodas de Fernando de Médici y Violante Beatriz de Baviera, además de numerosos retratos aislados o formando series de alto valor iconográfico, como la serie de prepósitos generales de la Compañía de Jesús, publicada póstumamente en Roma en 1748 con el título de Ritratti de' prepositi generali della Compagnia di Gesù; delineati, ed incisi da Arnaldo Van Westherhout. Se le han atribuido también los idealizados retratos de reyes de España incorporados a los Retratos de los ochenta y cuatro Reyes de España... desde Ataúlfo hasta Felipe V: descripciones de todos los reyes de España escritas en idioma latino por Agustín Nipho y traducidas en metro castellano por el Conde de Villasalto, manuscrito conservado en la Biblioteca Nacional de España, de los que se hicieron copias a finales del siglo XVIII.